# Virgen de los Mares

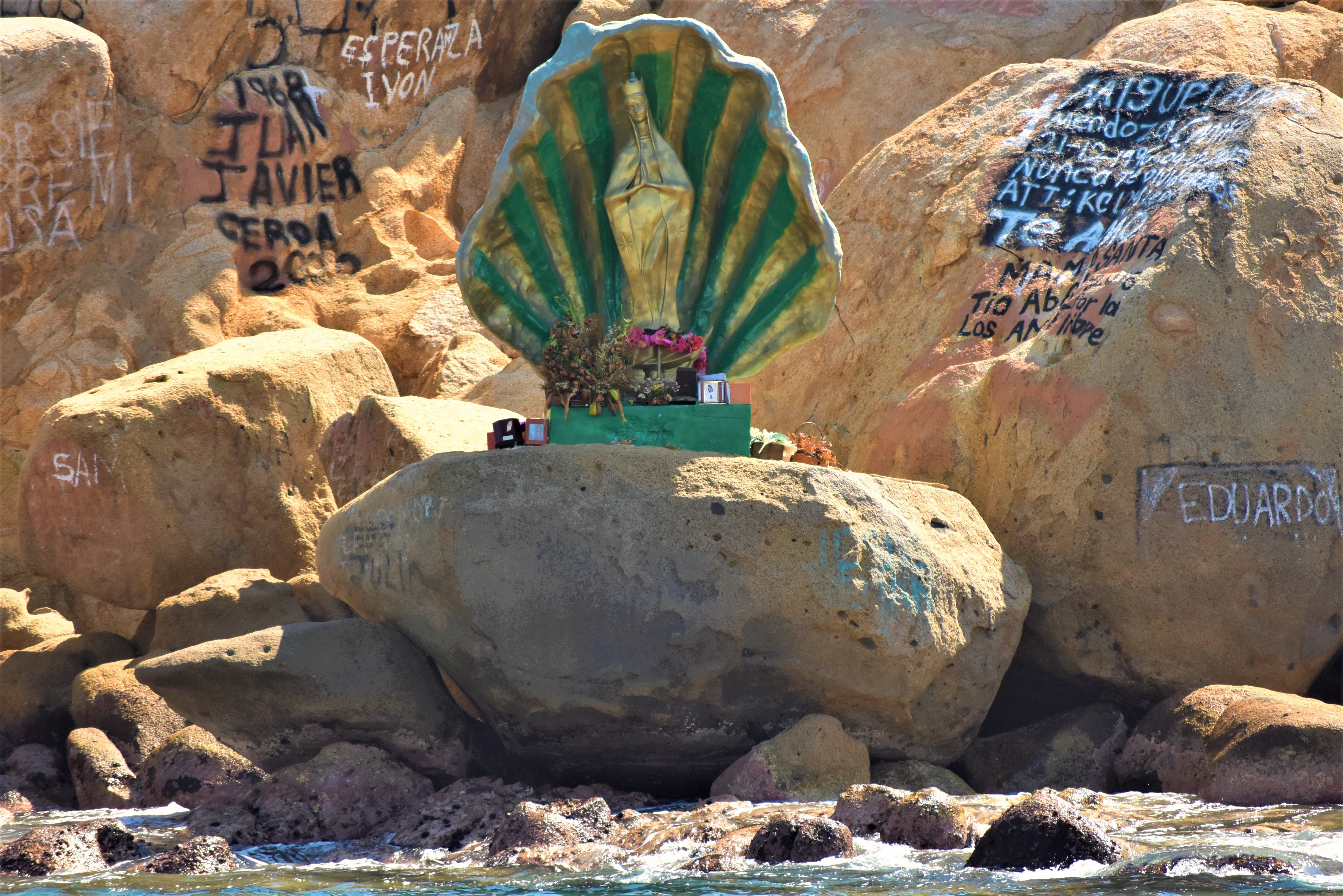
Virgen de los Mares.

La Virgen de los Mares es un santuario ubicado en el arrecife Piedra de la Hierbabuena, en la isla de La Roqueta, Acapulco, Guerrero, México

## Datos generales
La estatua de la Virgen es obra del escultor mexicano Armando Quezada Medrano. Fue terminada en 1959 con una altura de 2 metros y un peso de 450 kg.

## Planeación, construcción y posteriores

### Planeación
Para su creación se eligió a Armando Quezada Medrano, quien en ese tiempo era escultor oficial del presidente Lázaro Cárdenas, por iniciativa de la primera presidenta de la sección femenina del Partido Acción Nacional, Amelia Sodi de Pallares.

### Construcción y posteriores
Con apoyo de la Iglesia católica, fue sumergida en el mar el 12 de diciembre de 1959, siendo la primera representación de la Virgen de Guadalupe en aguas oceánicas de toda América.
Cuarenta años más tarde se le colocó cerca de la pequeña isla de La Roqueta, y ahora está protegida por una concha verde y dorada para evitar su deterioro por las mareas. En su lugar se instaló una replica que fue bendecida por el papa Juan Pablo II en su quinta visita a México.
También se puede observar los restos de un barco hundido en 1944 llamado Río de la Plata cercanos a la estatua.